# Strategy
Strategy è un cortometraggio muto del 1911 diretto da Allan Dwan, qui al suo esordio nella regia (anche se non confermato). La protagonista era Pauline Bush che, in seguito, avrebbe sposato Dwan. Tra gli altri interpreti, appare (anche se non confermato) il nome di Jack Richardson, un attore qui ai suoi esordi che, nella sua carriera, avrebbe preso parte a oltre cinquecento film.

## Trama
Jack Merrill è un uomo egoista che trascura moglie e figlio per il proprio piacere. Lei non sa più che fare e ricorre a uno stratagemma per coinvolgere il marito. Dopo una serata di baldoria di lui, gli fa trovare sul tavolino una nota che mostra il suo strazio di moglie. Poi gli manda il figlio; Merrill, colpito da ciò che ha trovato, manda il piccolo a cercare la madre, che si mostra sana e salva. L'uomo, pentito, risolve di cambiare vita.

## Produzione
Il film fu prodotto dalla American Film Manufacturing Company.

## Distribuzione
Distribuito dalla Motion Picture Distributors and Sales Company, il film - un cortometraggio in una bobina - uscì nelle sale cinematografiche degli Stati Uniti il 23 febbraio 1911.